# Ciprian Tapu
Ciprian Tapu (* 1. Mai 1991 in Galați) ist ein rumänischer Eishockeyspieler, der seit 2022 bei den Jütland Vikings unter Vertrag steht, für die er in der 1. division, der zweithöchsten dänischen Spielklasse, spielt.

## Karriere

### Club
Ciprian Tapu begann seine Karriere in der Jugendabteilung des CSM Dunărea Galați in seiner Heimatstadt. 2008 wechselte er zu Steaua Bukarest, für den er sowohl in der rumänischen Liga als auch in der multinationalen MOL Liga spielte. Mit Steaua gewann er 2008 und 2011 den rumänischen Eishockeypokal. Nachdem er die Spielzeit 2012/13 in Galați bei seinem Stammverein verbracht hatte, kehrte er in die Hauptstadt zurück, wo er vier Jahre für den CSA Steaua auf dem Eis stand. Ab 2017 spielte er wieder in Galați. 2022 schloss er sich den Jütland Vikings aus der 1. division, der zweithöchsten dänischen Spielklasse, an.

### International
Tapu war bereits im Juniorenbereich für Rumänien bei Weltmeisterschaften aktiv und spielte bei den U18-Titelkämpfen 2008 und 2009 sowie bei den U20-Weltmeisterschaften 2009, 2010 und 2011 jeweils in der Division II.
Sein Debüt in der Herren-Nationalmannschaft gab er bei der Qualifikation zu den Olympischen Winterspielen in Vancouver 2010, die im November 2008 im polnischen Sanok ausgetragen wurde. Anschließend wurde er bei den Weltmeisterschaften 2009 in der Division I eingesetzt, als er mit seiner Mannschaft absteigen musste. Erst sechs Jahre später wurde er bei der Weltmeisterschaft 2015 erneut berücksichtigt und stieg dabei mit der rumänischen Mannschaft aus der Division II in die Division I auf. Dort spielte er dann bei der Weltmeisterschaft 2016. Zudem vertrat er seine Farben bei der Qualifikation für die Olympischen Winterspiele 2018 in Pyeongchang.

## Erfolge
- 2008 Rumänischer Pokalsieger mit Steaua Bukarest
- 2011 Rumänischer Pokalsieger mit Steaua Bukarest
- 2015 Aufstieg in die Division I, Gruppe B, bei der Weltmeisterschaft der Division II, Gruppe A

## MOL-Liga-Statistik
(Stand: Ende der Saison 2011/12)